# Ngai
Ngai (Enkai, En-kai, Engai, Eng-ai, Mweai, Mwiai) – jedyny bóg w monoteistycznych religiach kenijskich plemion Kamba, Kikuju i Masajów.